# María Eugenia Vidal

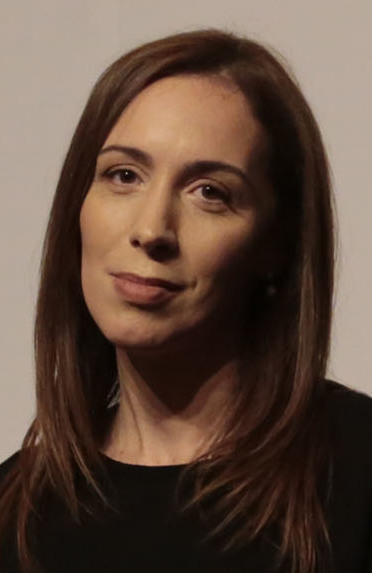
María Eugenia Vidal (2016)

María Eugenia Vidal (* 8. September 1973 in Buenos Aires) ist eine argentinische Politikerin der Partei PRO (Propuesta Republicana). Sie war von 2015 bis 2019 Gouverneurin der Provinz Buenos Aires.

## Biografie

### Politisches Leben
María Eugenia Vidal studierte Politikwissenschaften an der Universidad Católica Argentina (UCA). Nach ihrem Studium war sie in mehreren Behörden und öffentlichen Organisationen tätig (bei der Sozialversicherung (ANSESS) und im Programa de Atención Médica Integral). Zudem leitete sie den Bereich Soziale Entwicklung der Stiftung Creer y Crecer, die der bonarensischen Partei Compromiso para el Cambio, einem Vorläufer der PRO, nahesteht. Im Jahr 2003 wurde sie Vorsitzende der Kommission für Frauen, Kinder und Jugendliche der Stadtregierung von Buenos Aires. Sie war bereits 2005, dem Gründungsjahr der PRO, Kandidatin für das Provinzparlament von Buenos Aires und trat somit erstmals – allerdings erfolglos – für ein politisches Amt an.
Ihr erstes politisches Amt erhielt sie 2007, als sie zur Abgeordneten des Stadtparlaments von Buenos Aires gewählt wurde. Bereits nach sechs Monaten (im Jahr 2008) wurde sie von Mauricio Macri zur Ministerin für Soziale Entwicklung der Stadt Buenos Aires ernannt. 2011 wurde sie stellvertretende Bürgermeisterin hinter dem damaligen Bürgermeister und späteren Präsidenten Mauricio Macri.
Im Jahr 2015 wurde sie zur Gouverneurin der Provinz Buenos Aires gewählt. Angesichts schlechter Umfragewerte des Amtsinhabers Mauricio Macri im Vorfeld der Präsidentschaftswahlen 2019 wurde offen darüber diskutiert, María Vidal als Kandidatin der PRO zu nominieren. Ebenso wie Macri die Präsidentschaftswahl verlor auch Vidal die Gouverneurswahl 2019, indem sie Axel Kicillof (Frente de Todos) unterlag. Seit Dezember 2021 ist sie Abgeordnete im argentinischen Parlament. Mauricio Macri brachte sie 2022 als mögliche Kandidatin für das Präsidentenamt ins Spiel.

### Privatleben
Vidal heiratete 1998 ihren Studienfreund Ramiro Tagliaferro, der ab 2007, ebenfalls für PRO, Provinzabgeordneter von Buenos Aires wurde. Die beiden trennten sich später wieder. Sie haben drei Kinder.

## Politische Einordnung
Vidal ist eine Politikerin, der ein schneller Aufstieg gelang. Sie gilt als enge und loyale Unterstützerin von Mauricio Macri und wird auch von diesem unterstützt.